# ألكسندر كوتشما
ألكسندر كوتشما (بالألمانية: Aleksandr Kuchma)‏ (مواليد 9 ديسمبر 1980 في تاراز) لاعب كرة قدم كازاخستاني دولي يجيد اللعب في خط الدفاع . يلعب حاليا لصالح نادي أستانا الكازاخستاني منذ 2006 .

## روابط خارجية
- ألكسندر كوتشما على موقع الاتحاد الأوربي (الإنجليزية)
- ألكسندر كوتشما على موقع قاعدة بيانات كرة القدم.إي يو (الإنجليزية)
- ألكسندر كوتشما على موقع بيانات كرة القدم. دي إي (الألمانية)
- ألكسندر كوتشما على موقع ناشيونال فوتبول تيمز (الإنجليزية)
- ألكسندر كوتشما على موقع Soccerway.com (الإنجليزية)
- ألكسندر كوتشما على موقع عالم كرة القدم.نت (الإنجليزية)